# Mancor de la Vall
Mancor de la Vall ist eine Gemeinde auf der spanischen Baleareninsel Mallorca. Sie zählt 1.702 Einwohner (Stand: 2024), davon 1017 im gleichnamigen Ort (Stand 2008). Der Ausländeranteil der Gemeinde betrug 8,19 % (88 Personen), der Anteil deutscher Einwohner 3,17 % (34 Personen). Die Einheimischen nennen sich Mancorí bzw. Mancorina.

## Geschichte
Lange Zeit war Mancor politisch und kirchlich vom Nachbarort Selva abhängig. Erst im Jahre 1913 wurde Mancor eine eigenständige Pfarrgemeinde. 1925 erfolgte auch die politische Trennung von Selva und Mancor wurde ein selbständiger Gemeindebezirk (municipi).

## Sehenswürdigkeiten
- Sant Joan Baptista de Mancor, klassizistische Pfarrkirche aus dem 19. Jahrhundert
- Kapelle von Santa Llucía
- Sa Tafona de Son Morro, denkmalgeschützte Ölmühle aus dem 17. Jahrhundert
- Herrenhäuser: Can Marquesí, Son Lluc, Son Collell, Son Simó, Son Tafona

## Feste
- Festa de Sant Antoni, 17. Januar
- Wallfahrt Romería Santa Llúcia, am Ostermontag
- Festa de Sant Joan, 24. Juni